# Marjory Saunders
Pour les articles homonymes, voir Saunders.
Marjory Saunders (10 mars 1913-26 novembre 2010) est un archère canadienne,.

## Biographie
Marjory Saunders, née dans le Sussex en Angleterre, émigre en Colombie-Britannique dans son enfance. Elle sert lors de la Seconde Guerre mondiale en tant que radiotélégraphiste.
Elle commence à pratiquer le tir à l'arc en 1955 et est une membre fondatrice du club de tir à l'arc de Maple Ridge.
Elle dispute l'épreuve de tir à l'arc féminin individuel des Jeux olympiques d'été de 1972 de Munich où elle termine en 32e position, devenant à l'âge de 59 ans et 182 jours la sportive canadienne la plus âgée ayant disputé les Jeux olympiques.
Elle devient ensuite entraîneur de tir à l'arc. Aux Jeux olympiques d'été de 1976 à Montréal, elle est l'entraîneur national de la sélection canadienne de tir à l'arc ainsi que juge internationale.
Elle prend sa retraite à l'âge de 92 ans.
Lors de son décès en novembre 2010, elle était l'athlète canadienne la plus âgée encore en vie.